# Aparallactus lunulatus
Aparallactus lunulatus (сітчастий багатоніжкоїд) — вид отруйних змій родини земляних гадюк (Atractaspididae). Мешкає в Африці на південь від Сахари.

## Підвиди
Виділяють два підвиди:
- Aparallactus lunulatus lunulatus (Peters, 1854);
- Aparallactus lunulatus nigrocollaris Chabanaud, 1916.

## Поширення і екологія
Смугасті багатоніжкоїди поширені від Буркіна-Фасо на схід до Ефіопії і Сомалі і далі на південь до Зімбабве, Есватіні і північного сходу ПАР. Вони живуть в саванах, трапляються у відкритих сухих рідколіссях, на плантаціях і сільськогосподарських угіддях, на висоті до 2400 м над рівнем моря. Ведуть риючий, переважно нічний спосіб життя. Живляться членистоногими і дрібними риючими зміями.